# Klasztor Jezuitów w Jurewiczach
Klasztor Jezuitów w Jurewiczach – jezuicki, następnie kapucyński, dominikański i bernardyński klasztor w Jurewiczach, istniejący w latach 1673-1832. Kościół klasztorny działał następnie jako parafialny, po czym od 1864 do I wojny światowej pełnił funkcję cerkwi prawosławnej. W XX wieku kompleks, w znacznej części nieużytkowany, niszczał. W 1992 został zaadaptowany na potrzeby prawosławnego żeńskiego monasteru Narodzenia Matki Bożej.

## Historia
Na miejscu klasztoru jezuickiego przed 1600 znajdowała się cerkiew prawosławna. Misję jezuicką w Jurewiczach zapoczątkował w 1673 Marcin Turawski (Tyrowski), który przywiózł do miejscowości uznawany za cudowny obraz Matki Boskiej nazwanej następnie Jurewicką, przekazany lwowskiemu kościołowi jezuitów przez hetmana Stanisława Koniecpolskiego. Osiem lat później w miejscowości powstał dom misyjny i drewniany kościół jezuicki. W I poł. XVIII w. obiekty te zostały znacząco rozbudowane: wzniesiono nowy dom misyjny z dziedzińcem oraz kościół murowany (przez jezuitę Pawła Giżyckiego). Od II poł. tego samego stulecia klasztor jezuicki nie miał już statusu misji, ale rezydencji, od 1778 działało przy niej kolegium z bursą.

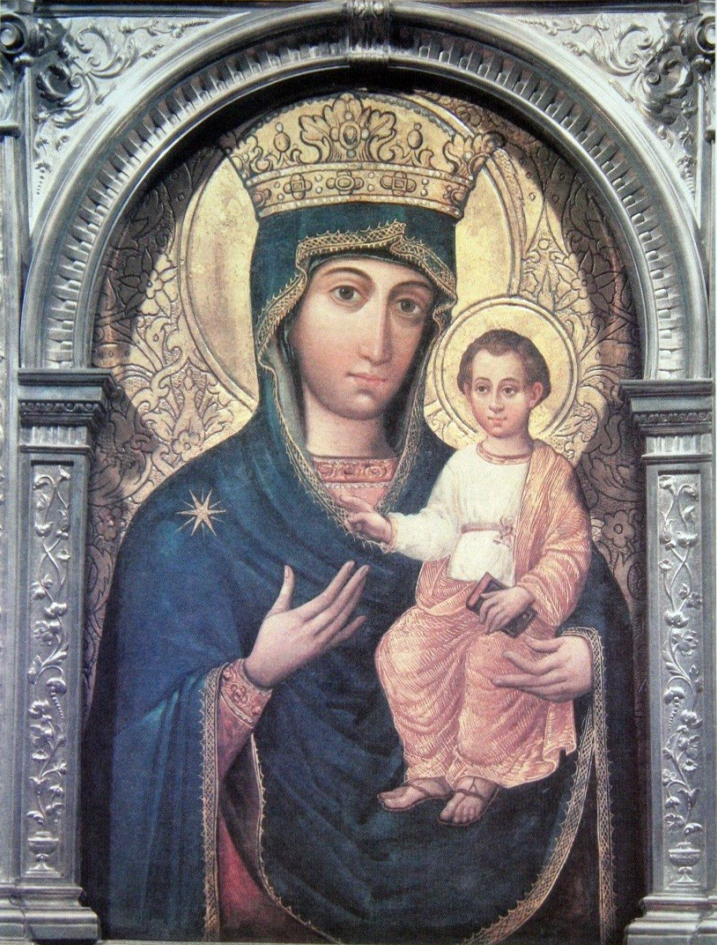
Obraz Matki Bożej Jurewickiej znajdujący się od 1886 r. w kościele św. Barbary w Krakowie

W 1783 jezuici przekazali klasztor i szkołę kapucynom, których po pięciu lat zastąpili dominikanie. W 1800 w klasztorze zamieszkali bernardyni sprowadzeni z klasztoru w Mozyrzu. Władze carskie zlikwidowały klasztor w 1832, zezwalając jednak na dalsze funkcjonowanie katolickiej parafii. Dopiero w 1865 lub 1866, w ramach represji po stłumionym powstaniu styczniowym, klasztorny kościół został przekazany Rosyjskiemu Kościołowi Prawosławnemu i zamieniony na cerkiew. Przy świątyni utworzono żeński monaster Narodzenia Matki Bożej, a kościół przebudowano w stylu bizantyjsko-rosyjskim, wznosząc dwanaście cebulastych kopuł.
W latach 20. XX wieku zlikwidowany został monaster w Jurowicach. W budynkach klasztornych rozlokowano instytucje świeckie. Cerkiew pozostawała czynna do wiosny 1930, gdy została zamknięta jako jedna z ostatnich świątyń prawosławnych w rejonie. W 1938 ze świątyni strącono wszystkie kopuły. Po II wojnie światowej świątynia nie pełniła funkcji sakralnych. Od 1944 klasztor zajmował dom dziecka, a od 1965 do 1993 – szkoła dla dzieci upośledzonych umysłowo. Od 1978 kompleks znajdował się w rejestrze zabytków i podlegał państwowej ochronie.
W 1993 klasztor w Jurewiczach został ponownie zaadaptowany na żeński, a następnie na męski monaster należący do prawosławnej eparchii turowskiej i mozyrskiej.

## Architektura
Kompleks klasztorny w Jurewiczach składa się z budynku mieszkalnego oraz z kościoła, który po kilku dziesięcioleciach nieużytkowania popadł w niemal całkowitą ruinę. Klasztor wzniesiony został na planie podkowy, z dwiema czworobocznymi wieżami w narożach. Budynek klasztorny dekorowany jest lizenami i ozdobnymi obramowaniami okien i drzwi. We wnętrzu przetrwały oryginalne sklepienia, pierwotny kształt zachowała również sala pełnią funkcje refektarza. Klasztor jest podpiwniczony.
Kościół pojezuicki w Jurewiczach jest trójnawową bazyliką z wydłużonym, półkoliście zamkniętym prezbiterium, do którego przylegają dwie dwukondygnacyjne zakrystie. Elewacja świątyni jest silnie profilowana, wydatne gzymsy w wyraźny sposób dzielą ją na trzy kondygnacje. Obiekt zdobią złożone pilastry i nisze, które występują zarówno na fasadzie frontowej, jak i na ścianach bocznych. Zwieńczenia obydwu wież na fasadzie uległy zniszczeniu, budynek jest także pozbawiony dachu.
Całość kompleksu otoczona jest osiemnastowiecznym murem z dwiema wieżami i bramą wjazdową.

## Galeria

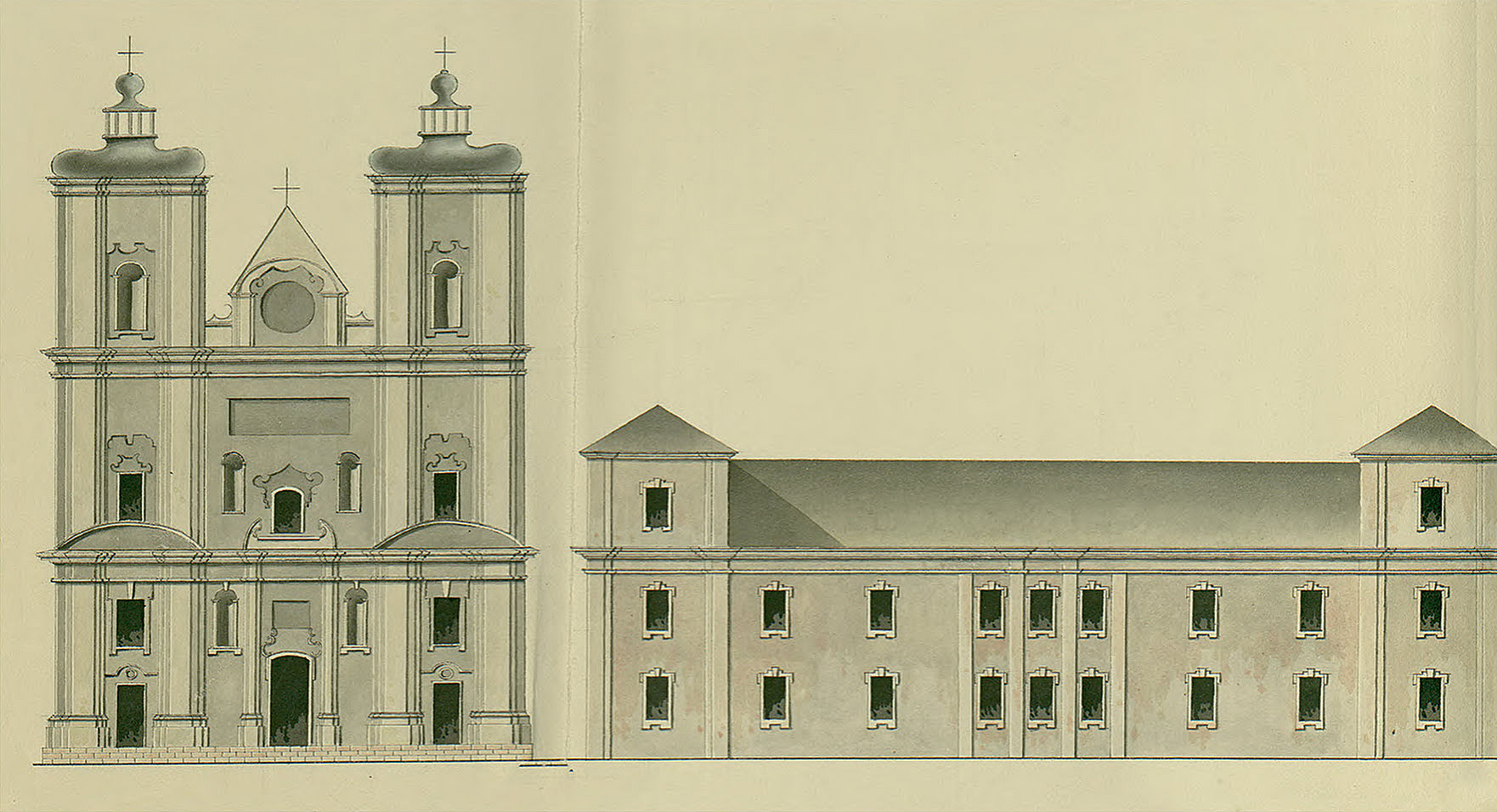
Rysunek kościoła i klasztoru w 1835 roku
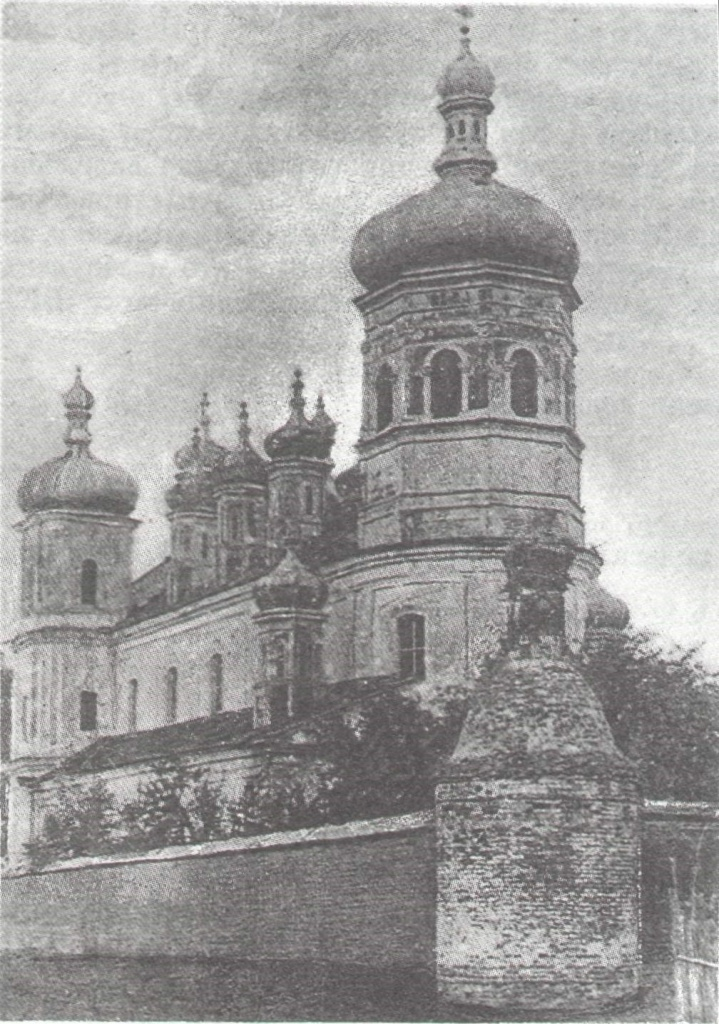
Kościół po przebudowie na cerkiew w 1926 roku
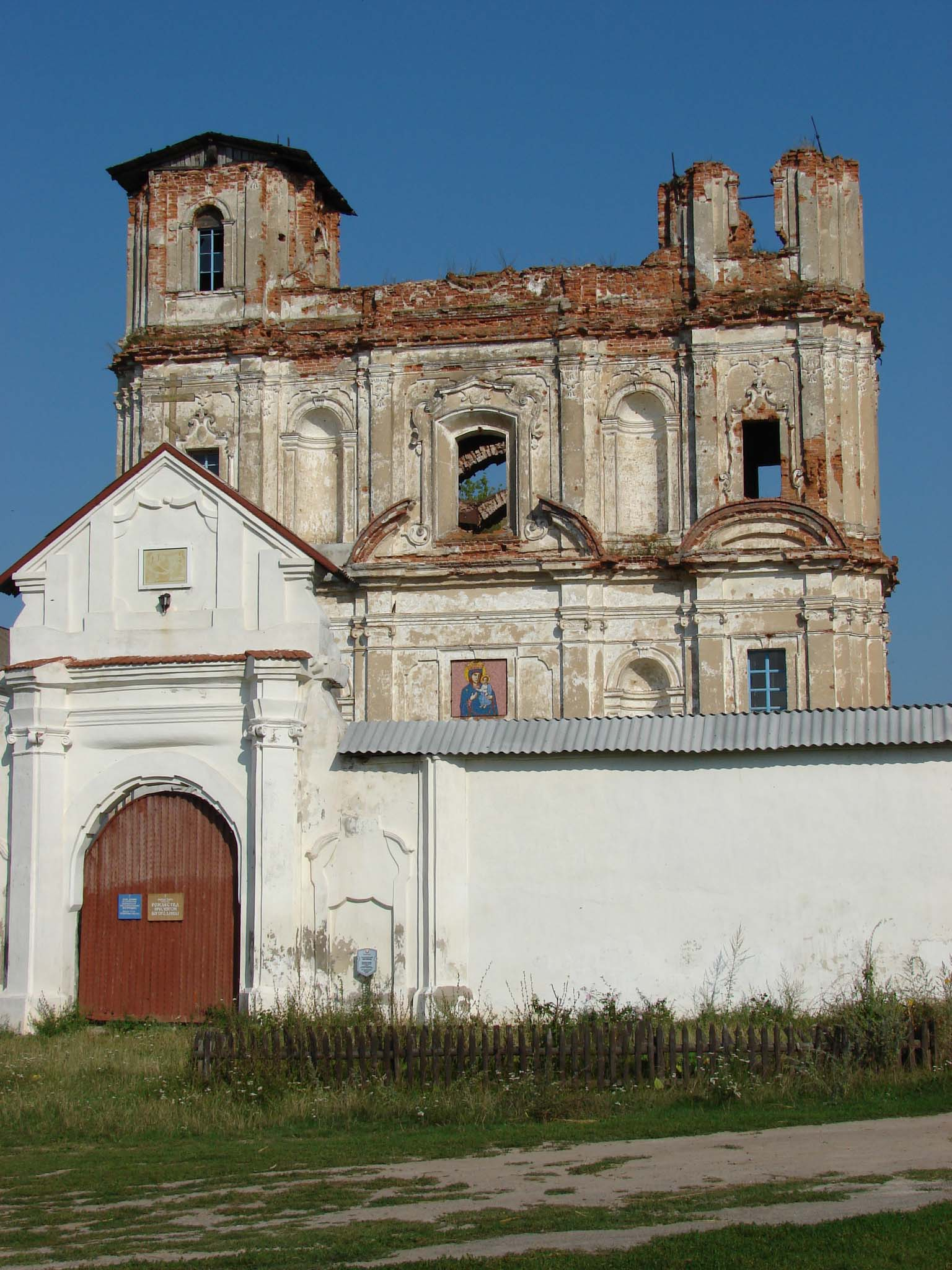
Świątynia w 2006 roku